# Moviment anual
El moviment anual és el moviment del Sol en l'esfera celeste observat en el transcurs d'un any.
Fins a la revolució copernicana els astrònoms creien que es tractava del moviment real del Sol, des de Copèrnic se sap que és la Terra la que gira al voltant del Sol en un any, moviment de translació, no obstant se segueix amb la mateixa concepció ptolemaica assumint que el moviment del Sol és aparent i que la que realment es mou és la Terra.

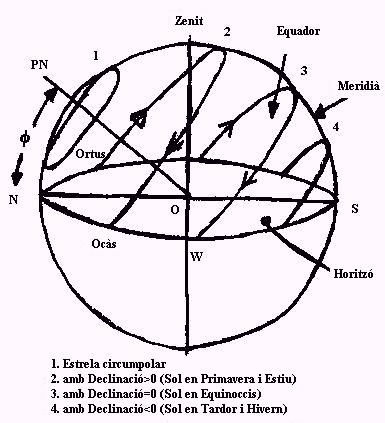
Moviment diürn del Sol

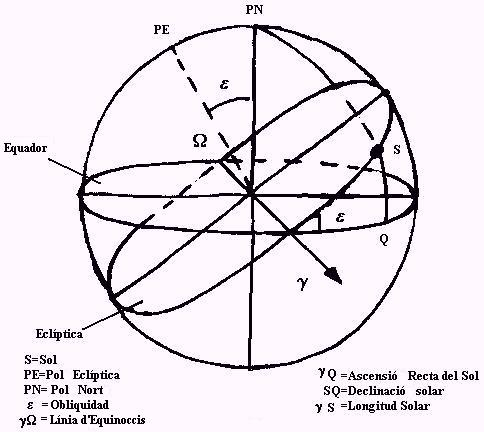
Equador i Eclíptica

De seguida es va comprovar que l'eixida i l'ocàs del Sol no es produïen sobre el mateix fons d'estrelles, sinó que el Sol es desplaçava al llarg de l'any en direcció contrària al moviment diürn, és a dir, d'oest a est ocupant diferents constel·lacions.
Les constel·lacions recorregudes pel sol reben el nom de constel·lacions zodiacals per la seva etimologia grega, on zood significa ser vivent.
Esta trajectòria anual del sol es va denominar eclíptica, perquè només s'observaven eclipsis quan la Lluna la creuava.
El moviment anual del sol és molt més lent que el moviment diürn, recorrent 360° en 365,24 dies, és a dir, amb un moviment mitjà de 0,9856 °/dia.
Per tant, el sol posseïa dos moviments, un diürn comú amb la resta de les estreles, i un altre anual propi.
La trajectòria diürna del Sol varia en les diferents èpoques de l'any. La situació és tal com es veu des d'Hemisferi nord.
El dia de l'equinocci de primavera, el Sol recorre l'equador eixint exactament per l'est i posant-se exactament per l'oest; la seva declinació és zero.(Vegeu 3, en la figura) estant dotze hores sobre l'horitzó.
A partir de llavors i fins al solstici d'estiu el sol cada dia ix per un punt de l'horitzó un poc més al nord del punt cardinal est, i es posa entre el nord i l'oest, culminant cada vegada més alt.
S'entén per culminació el pas de qualsevol astre pel meridià del lloc.
L'arc que descriu el sol sobre l'horitzó supera la meitat de la circumferència, de manera que el dia dura més de dotze hores. La declinació és positiva. (vegeu 2 en la figura)
El dia del solstici d'estiu la declinació solar és màxima, aconseguint sobre l'equador un angle de 23° 26′. Aquest dia és quan el sol culmina a més altura i, per tant, l'ombra produïda per un estilet vertical al migdia és la mínima de l'any. A partir de llavors i fins a l'equinocci de tardor la declinació solar disminuïx fins a anul·lar-se en tal dia.
A partir de l'equinocci de tardor el sol, que havia romàs sobre l'hemisferi nord passa l'hemisferi sud, descrivint cada dia una trajectòria paral·lela a l'equador però més baixa sobre l'horitzó, eixint entre l'est i el sud i posant-se entre l'oest i el sud.
L'arc descrit és inferior a una semicircumferència, de manera que el dia dura menys que la nit.
El dia del solstici d'hivern és quan el sol presenta una declinació mínima, D= - 23° 26′. Aquest dia en l'hemisferi nord culmina més baix, donant al migdia l'ombra més llarga de l'any.
A partir d'aquest moment i fins a l'equinocci de primavera es repeteix la seva marxa.
Els fets anteriors es poden explicar suposant que el moviment del sol sobre l'eclíptica s'efectua en una trajectòria circular al voltant de la Terra, estant l'eclíptica inclinada un angle de 23° 26′ (obliqüitat de l'eclíptica).
El punt on l'eclíptica talla l'equador, passant el sol de l'hemisferi sud al nord, s'anomena punt Àries.
S'anomena ascensió recta a l'angle que forma el punt Àries amb el cercle horari de l'astre mesurat en sentit positiu.
El pol nord celeste forma amb el pol de l'eclíptica un angle de 23° 26′ girant en sentit retrògrad al voltant d'ell en 26.000 anys (fenomen denominat Precessió dels equinoccis).